# دروگا ۵
دروگا ۵ (به‌انگلیسیDroga5) یک آژانس تبلیغاتی در شهر نیویورک است.

## تاریخچه
دیوید دروگا را در سال ۲۰۰۶میلادی در شهر نیویورک تأسیس کرد. دروگا گفت که او این آژانس را با توجه به برچسبی که مادرش به لباس‌هایش می‌دوخت تأسیس کرده‌است. (او فرزند پنجم از شش فرزند است و مادرش بر اساس ترتیب تولد برچسب‌ها را در لباس فرزندان خود می‌بخشد)
در ژوئیه ۲۰۱۳میلادی، ویلیام موریس تلاش برای سرمایه‌گذاری اقلیت قابل توجهی در دروگا۵ اعلام کرد. به گفته نیویورک تایمز، "مدیران هر دو شرکت گفتند که این مشارکت به آنها امکان می‌دهد با ترکیب منابع تبلیغاتی و سرگرمی قابل توجهی، محتوای دارای مارک بیشتری تولید کنند."دفتر دروگا۵ در نیویورک در سال ۲۰۱۴میلادی به وال استریت انتقال یافت.
در آوریل ۲۰۱۹میلادی، دروگا۵ توسط اکسنتور (به‌انگلیسی:Accenture) خریداری شد.

## جوایز
آدویوی آژانس دهه، آژانس سال ایالات متحده آمریکا: ۲۰۱۲، ۲۰۱۴، ۲۰۱۶ آژانس
تبلیغاتی عصر دهه، مبتکر آژانس سال: ۲۰۱۹، آژانس سال: ۲۰۱۶میلادی، آژانس A-List: 2010 , ۲۰۱۱،۲۰۱۲، ۲۰۱۳، ۲۰۱۴،۲۰۱۵،۲۰۱۶،۲۰۱۷، ۲۰۱۸
کمپین آژانس مستقل سال انگلیس: ۲۰۱۸
کنسلیون آژانس مستقل سال: ۲۰۱۵، ۲۰۱۶، ۲۰۱۷ آژانس
خلاقیت سال: ۲۰۰۷، ۲۰۱۱، ۲۰۱۵، ۲۰۱۶
طراحی و هنر Direction (D&AD) آژانس تبلیغاتی سال ۲۰۱۹و جایزه مداد سیاه ۲۰۱۹
آژانس مستقل سال Effies:۲۰۱۵، ۲۰۱۷،۲۰۱۸،۲۰۱۹،
Fast Company نوآورترین شرکت‌های جهان: ۲۰۱۳، ۲۰۱۷، ۲۰۱۹، ۲۰۲۰

## کمپین‌ها
- Android - Friends Furever[۳۷][۳۸]
- کمپین بردی - پایان دادن به آتش‌سوزی خانواده[۳۹][۴۰]
- HBO - برای تاج و تخت[۴۱][۴۲]
- Hennessy - Harmony: تسلط بر هرج و مرج[۴۳][۴۴]
- خدمتکار عسل - این مفید است[۴۵]
- IHOP[۴۶][۴۷]
- MailChimp - آیا منظور شما MailChimp بود؟[۴۸][۴۹]
- مارک اکو - هنوز آزاد است[۵۰][۵۱]
- Microsoft Bing - رمزگشایی شده[۵۲][۵۳]
- نیویورک تایمز - یافتن حقیقت دشوار است + حقیقت را می‌ارزد[۵۴][۵۵]
- نیوکاسل براون آل - اگر آن را[۵۶][۵۷]
- احتیاطی - روز اول[۵۸][۵۹]
- پوما - ورزشکار پس از ساعتها[۶۰][۶۱]
- شاهکار بزرگ شلپ سارا سیلورمن[۶۲][۶۳]
- Tourism Australia - Dundee (2018)[۶۴][۶۵]
- Under Armour - I Will What I Want[۶۶]
- خود را حاکم کن[۶۷]
- پروژه شیر یونیسف[۶۸]